# Национал-социальная ассоциация
Национа́л-социа́льная ассоциа́ция (нем. Nationalsozialer Verein; NSV) — политическая партия Германской империи, основанная в 1896 году Фридрихом Науманом. Объединила националистические, социально-реформистские и либеральные устремления. После выборов в Рейхстаг в 1903 году партия распалась.

## История
Протестантский пастор Фридрих Науман первоначально политически поддерживал христианско-общественное движение придворного проповедника Адольфа Штёккера, хотя никогда не был членом его Христианско-социальной партии. После того, как Штёккер отошел, Науман основал Национал-социальную ассоциацию в 1896 году под влиянием политических теорий Макса Вебера. Главной целью партии было связать рабочих с государством посредством политических и социальных реформ. Это включало демократизацию политической системы и требование «социальной империи». Умеренный империализм также сыграл важную роль. Партия стремилась преодолеть социальный разрыв по классовому признаку, чтобы заложить основу для «экономической и политической экспансии германской нации». Лозунг «От Бассермана до Бебеля» был обнародован Науманом как выражение тем, что для существенной политической реформы в смысле демократизации конституционного строя необходим альянс всех прогрессивных сил, начиная от социал-демократов до левых либералов и заканчивая национал-либералами. Хотя это требование широко обсуждалось, приблизительной реализации на уровне Рейха не было. В Национальной социальной ассоциации левое крыло под руководством пастора Пауля Гёре ещё решительнее агитировало за сотрудничество с социал-демократическими ревизионистами вокруг Эдуарда Бернштейна. Но этот подход не увенчался успехом, и поэтому он присоединился к СДПГ в 1898 году.
На этой идеологической основе было основано несколько местных групп ассоциации. Однако Науман не смог построить широкую массовую базу. Ассоциация была особенно хорошо принята образованной молодежью. Помимо Наумана, в Национальной социальной ассоциации также принимали активное участие адвокат Рудольф Зом, исследователь Нового Завета Каспар Рене Грегори, журналист Гельмут фон Герлах и земельный реформатор Адольф Дамашке.
Графство Бентхайм и город Линген (Эмс) в Эмсланде стали оплотами партии, членами которой были в основном рабочие, но и представители среднего класса. Гельмут фон Герлах и его помощник Георг Шюмер основали сильные рабочие ассоциации в Шютторфе, Нордхорне, Гильдехаусе и Лингене. Из них на съезды ассоциаци приехали единственные представители трудящихся. Национал-социальная ассоциация боролась в основном против свободно-консервативного районного администратора и национал-либеральных фабрикантов текстиля в регионе. В 1898 году на выборах в Палату представителей Пруссии сенсационным голосованием за кандидата от Партии Центра Августа Дегена они помешали Гельмуту фон Герлаху представлять округ Линген-Бентхайм при поддержке Партии Центра. С кандидатом от Партии Центра и его союзниками до сих пор боролись всеми способами, в том числе незаконными. Национал-социалы сильно ощутили давление фабрикантов, но защищались с помощью приобретенной «Schüttorfer Zeitung».
Национал-социальная ассоциация не получилa мандата на выборах в Рейхстаг 1898 года. На следующих выборах 1903 года, которые начались с большими ожиданиями, только Гельмут фон Герлах смог получить место во гессен-нассауском избирательном округе Франкенберге при поддержке Партии Центра. Поражение 1903 года привело к роспуску партии. Большинство членов, в том числе депутат Рейхстага Герлах, затем присоединились к экономически либеральной Союзе свободомыслящих. Только в Великом герцогстве Баден национал-социалы оставались независимой организацией до тех пор, пока леволиберальные партии не объединились в Прогрессивную народную партию в 1910 году.